# Dubiaranea saucia
Dubiaranea saucia là một loài nhện trong họ Linyphiidae. Loài này được phát hiện ở Brasil.